# Hatiya (upazila)
Pour les articles homonymes, voir Hatiya.
Hatiya (en bengali : হাতিয়া) est une upazila du Bangladesh dans le district de Noakhali. En 2011, on y dénombrait 453 987 habitants.